# 6575 Slavov
6575 Slavov è un asteroide della fascia principale. Scoperto nel 1978, presenta un'orbita caratterizzata da un semiasse maggiore pari a 3,1266551 UA e da un'eccentricità di 0,1565614, inclinata di 5,10466° rispetto all'eclittica.